# ファレーズ・ポケット

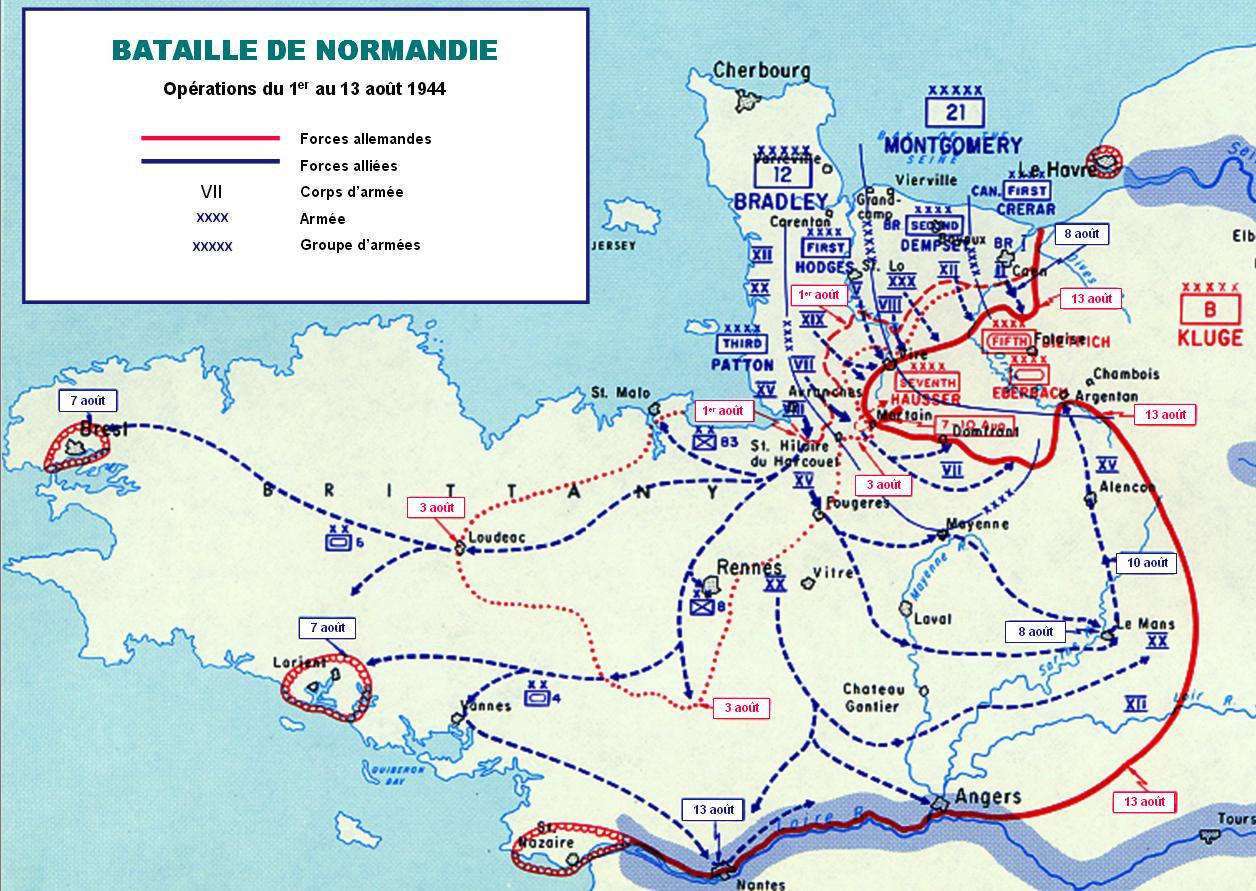
1944年8月13日における西部戦線。

ファレーズ・ポケット（ファレーズ包囲戦、英: Falaise pocket、仏: Poche de Falaise、独: Kessel von Falaise）は、1944年8月12日から21日まで行われたノルマンディー上陸作戦（オーバーロード作戦）の主要な戦いのことである。

## 概要
進撃してきた西側連合軍に包囲されてしまったドイツ第7軍、第5装甲軍の両軍が、その包囲網から脱出する為の戦いであり、その西側連合軍防衛線の隙間を脱出したことから、別名ファレーズ・ギャップ（Falaise Gap）とも呼ばれる。連合軍はセーヌ川西岸にいたドイツ軍の大半を撃破し、パリからドイツへの進撃路を確保した。
コブラ作戦（ノルマンディー上陸作戦後のアメリカ軍の作戦）の後、連合軍による迅速な進撃が南方面、南東方面、そしてブルターニュへと向かった。カーンへの、イギリス軍、カナダ軍、アメリカ軍の進撃にドイツ西方軍司令官ギュンター・フォン・クルーゲはドイツ軍の西部戦線戦力が乏しいため、ドイツ総統アドルフ・ヒトラーに退却を要請したが、ヒトラーはこれを拒否、それどころかモルタンで反撃するよう命令した。しかしクルーゲが投入できる全兵力である4個装甲師団の残存兵力ではイギリスとアメリカ、カナダの第1軍に対抗するには不十分で、発動したリュティヒ作戦（Operation Lüttich）はかえって深刻な状況を作り出しただけであった。
8月8日、ドイツ軍を包囲する機会をつかんだ連合軍のバーナード・モントゴメリーは軍をファレーズ－シャンボワへ集結させ、イギリス第1軍が中央、南側にはアメリカ第1軍、北側にカナダ第1軍という配置でドイツ軍への攻撃を開始した。ドイツ軍は撤退路確保のために激しい反撃を加えたが、撤退は8月17日まで行われなかった。8月19日、連合軍はシャンボワでドイツ軍の退却路の蓋を塞いだが、完全に塞ぐには十分な戦力が展開していなかった。狭い脱出路を通るためにドイツ軍は必死の攻撃を見せたが、包囲網の口となるべき重要で激戦が予想される地点を防衛するのはポーランド第1機甲師団であった。
8月21日の夕方までにはドイツ軍将兵約50,000が完全に包囲された。その内、かなりの将兵が脱出できたと考えられているが、ドイツ軍の兵力等、軍事的損失は膨大であり、連合軍は決定的な勝利を挙げた。4日後、パリは解放され、8月30日までにセーヌ川西岸にドイツ軍は存在しなくなり、連合軍によるオーバーロード作戦は終了した。

## 背景
ノルマンディー上陸作戦に続く連合軍の目標は、ドイツ軍占領下のシェルブールとノルマンディーの歴史的な町カーンであった。しかし連合軍の進撃はドイツ軍の抵抗により進まず、なおかつ、イギリス海峡の悪天候は軍事物資、将兵の輸送に大きな支障を与えていた。そのため、両方の地区は早急な占領が必要であったが、シェルブールはアメリカ第VII軍団が進撃する6月27日まで占領できなかった。一方、カーンでは7月20日までドイツ軍が抵抗を続けていたが、グッドウッド作戦とアトランティック作戦によるイギリス、カナダ両軍の攻撃で占領された。 
連合軍のバーナード・モントゴメリーはドイツ軍をアメリカ軍前面からイギリス、カナダ両軍の前面までで引き伸ばす作戦を提案、この作戦のおかげでアメリカ軍の進撃路が開放された。7月25日、ドイツ軍の警戒がカーンに向いている間に、アメリカ軍司令官オマール・ブラッドリーはコブラ作戦を発動した。アメリカ第1軍はブルターニュのドイツ防衛線を突破、3日目までには24キロ（15マイル）南方へ進撃し、7月30日には、コタンタン半島の付け根、アバランシュを占領した。そのため、ドイツ軍防衛線南側の戦力が薄くなり、24時間で第3軍（司令官ジョージ・パットン）配下の第VⅢ軍団がブルターニュへ進撃、そのままドイツ軍の抵抗無しに南方、西方へと進撃した。

## リュティヒ作戦
アメリカ軍の進撃はあまりにも早く、8月8日までにはル・マン（ドイツ第7軍が過去に司令部をおいていた）を占領した。コブラ作戦とイギリス、カナダ両軍の攻撃の影響で、ノルマンディーのドイツ軍は歴史家マックス・ヘイスティングスの言うところの「ほんの一握りの武装SSだけが勝利への望みを抱いていた。」というひどい有様になった。東部戦線ではソビエト赤軍がバグラチオン作戦を発動、ドイツ中央軍集団が大きく押されており、ドイツ軍には西部戦線へ送る戦力が存在しなかった。B軍集団司令官クルーゲはセーヌ川まで撤退するようヒトラーに要請したが、ヒトラーは撤退どころか、モルタン－アバランシュ間でクルーゲ配下の9個装甲師団の内、8個師団を用いて即時、反撃を行い敵を撃滅し、コタンタン半島西岸まで進出する事を命令した。そこでクルーゲは、4個装甲師団（その内、ひとつは損害がひどかった）を防御任務から引き抜き、反撃の準備をさせた。師団長はそのような作戦に対応するには戦力が足りないと主張したが、これは無視された。そして反撃作戦である、リュティヒ作戦（Operation Lüttich）がモルタンで8月7日に始まった。第1SS装甲師団「ライプシュタンダーテ・SS・アドルフ・ヒトラー」と第2SS装甲師団「ダス・ライヒ」が最初に攻撃を開始することになっており、それらには75両のIV号戦車、70両のパンター、32両の突撃砲が所属していた。しかし、ドイツ軍が誇る暗号機エニグマを使用した暗号通信は、イギリス暗号解読グループ「ウルトラ（en）」によって全て破られていた。そのため、ドイツ軍の攻勢をすでに察知していた連合軍は対応をすでに完了していた。結局、戦いは8月13日まで続いたが、作戦は初日には失敗したも同然であった。この結果ドイツ軍の状況はさらに深刻となった。クルーゲ配下の最強部隊はアメリカ第1軍によって撃破され、ノルマンディーにおける戦線はすでに崩壊寸前であった。ブラッドリーは「これは指揮官にとって一世紀に一度しかない機会だ、我々はドイツ軍を撃破してここからドイツへと向かう」と語った。

## トータライズ作戦
イギリス軍アメリカ軍を攻撃して西へ向かおうとするドイツ軍の崩壊を早めるとともに、その脱出路を塞ぐために、ファレーズの町の北にある高地がカナダ第1軍の攻略目標となった。新設されたカナダ第1軍（司令官ハリー・クレラー（Harry Crerar））、カナダ第Ⅱ軍団（司令官ガイ・サイモンズ）らカナダ軍でトータライズ作戦（Operation Totalize）を決行することとなった。この作戦はまず、イギリス空軍重爆撃機による爆撃を行い、その後にカンガルー装甲兵員輸送車を使用した夜襲を行うことになっていた。
8月7日夜、イギリス空軍による激しい爆撃の後に作戦は発動し、76両のカンガルー装甲兵員輸送車に搭乗した先遣の歩兵連隊が先へ進んだ。14キロ先には第101SS重戦車大隊と第89歩兵師団の残存兵に支援された第12SS装甲師団「ヒトラーユーゲント」（師団長クルト・マイヤー）が防衛線を張っていたため、8月9日には連合軍の攻撃は鈍っていた。そのため、ドイツ軍の激しい抵抗の前に、攻撃力が弱く、また経験不足の第4カナダ師団とポーランド第1機甲師団は多大な犠牲を払うこととなった。8月10日、結局ファレーズの北の丘まで進撃はできたが、町を占領することはできなかった。翌日、交代の歩兵部隊が到着、満身創痍の師団は後方へ下がり、作戦は終了した。

## 戦闘

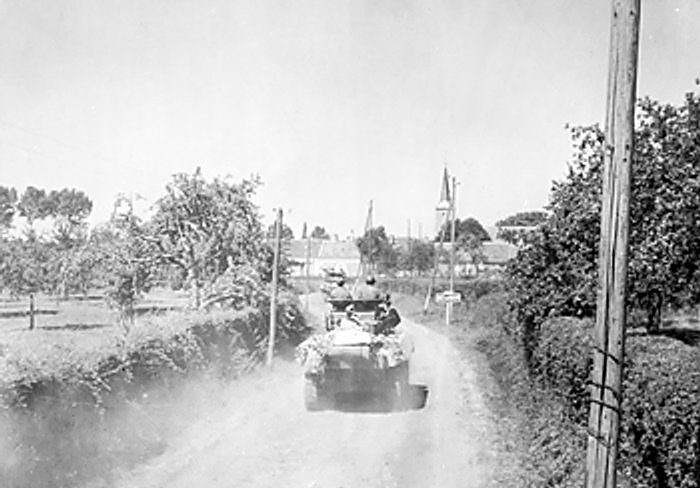
ファレーズへ向かうアメリカ軍

ドイツ軍が部隊を撤退させることを予想していたモントゴメリーはこの包囲を継続することを計画していた。それによれば、アメリカ第3軍がセーヌ川－ロワール川の間の脱出路を封鎖している間に、イギリス、カナダ両軍がファレーズからセーヌ川へ転進することにより、フランス西部に残存するドイツ軍を大きく包囲することになるというものだった。しかし、8月8日、モントゴメリーと電話で協議した連合軍最高司令官ドワイト・D・アイゼンハワーは、アメリカとしてはアルジャンタンに兵力を集中させる小さな包囲を行う計画にしたいと提案した。モントゴメリーは提案を認めたが、モントゴメリーとパットンの間には確執が存在しており、パットンよりも自分が先行したいと考えていた。もし連合軍が早いうちにアルジヤンタン、アランソン、ファレーズを占領しなければ、ドイツ軍が西へ撤退する恐れがあった。モントゴメリーは必要な時が来たときに自分のプランを使用すればいいと考え、ブラッドリーが強く提案する小さな包囲に消極的ながら賛成し、アメリカ軍の計画が進められることとなった。

## 攻撃開始

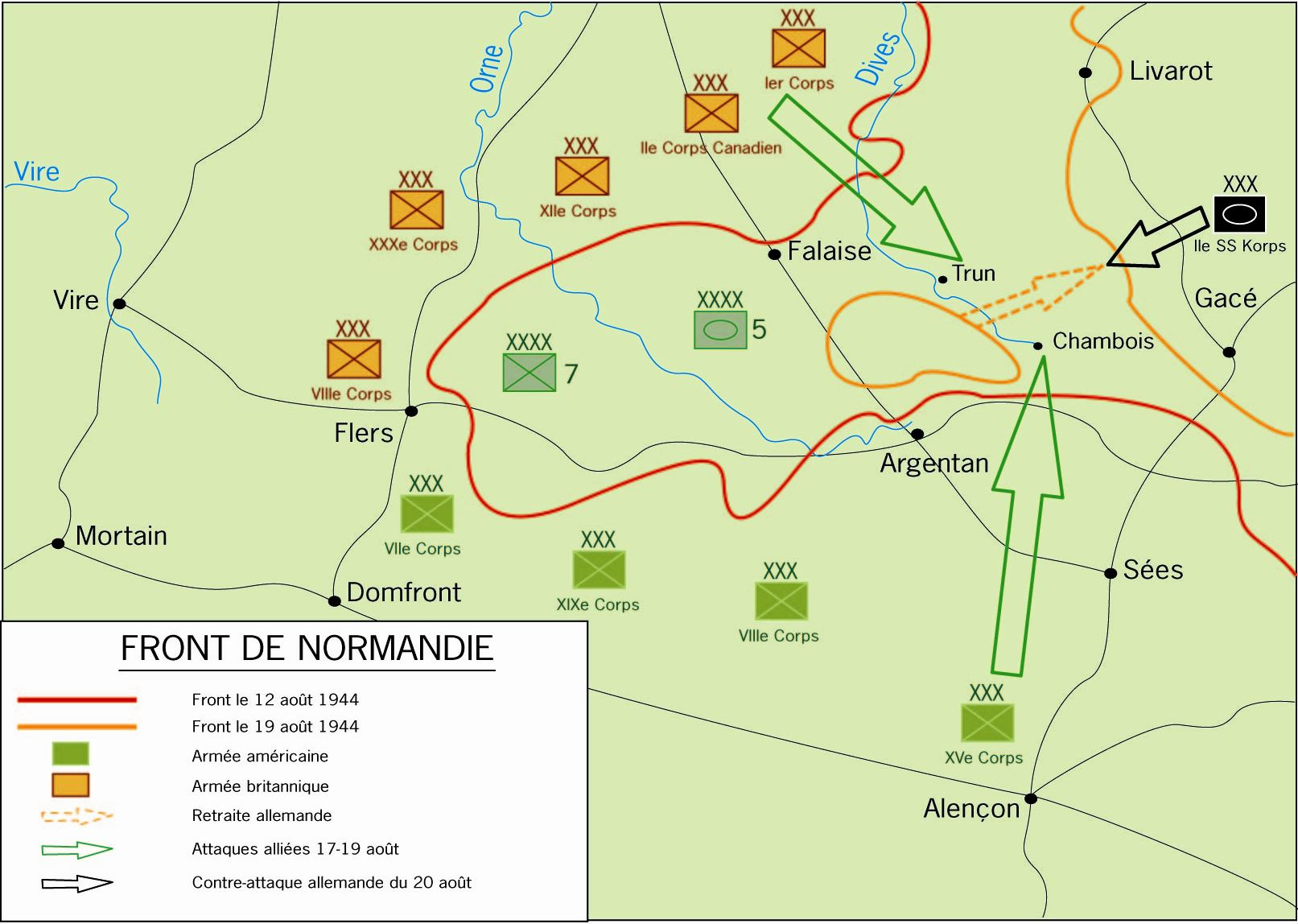
1944年8月13日－19日のファレーズ。

パットンの第3軍は包囲網の一翼を担うべく、北上を開始、8月12日にアランソンは占領された。クルーゲは戦力が不足していたが、反撃のために部隊を集めた。翌日、アメリカ第XV軍団（司令官ウェイド・H・ヘイスリップ）は56キロ進撃し、アルジャンタン周辺を制圧したが、アルジャンタンの町はドイツ軍がまだ占拠していた。第XV軍団が北西から進撃しているイギリス軍とぶつかることを恐れたブラッドリーはさらにファレーズ方面へ北上させようとするパットンの命令を無効にし、第XV軍団を停止させた。
南から北上するアメリカ軍は第5装甲軍に圧力を与えることになり、また、イギリス軍が北西から進撃したため、包囲を閉じる役目はカナダ第1軍が行うことになった。限られた作戦に使用されるために温存された第2カナダ歩兵師団は8月12、13日、ファレーズへの道がある峡谷へ進撃した。ここで発動されたトータライズ作戦の大部分は、ファレーズを占領するトラクタブル作戦の準備に費やされた。第4カナダ機甲師団と第1ポーランド機甲師団の一連の攻撃はレゾン川の橋を押さえた。しかし、ダイバス川を越える地点への限定的進撃はドイツ第102SS重戦車大隊の反撃を容易にした。主に地理の不安と空軍との連携不足のために予定よりも進撃は進まなかった。8月15日、第2カナダ歩兵師団、第3カナダ歩兵師団は第2カナダ機甲旅団の支援のもと、南から進撃を開始したが、中々進むことができなかった。ドイツ軍の激しい反撃を受けながら、第4カナダ機甲師団はSoulangyを占領した。しかしドイツ軍の激しい反撃はトルンへの進撃を拒んだ、そのため、その日はほとんど進撃できなかった。しかし翌日、第2カナダ歩兵師団がファレーズへの進撃に成功、武装SSと各所に散らばって包囲されたドイツ軍からの反撃にもかかわらず、ファレーズを維持し続けた。
8月16日正午、クルーゲはヒトラーの反撃命令に対し、反撃は不可能として命令を拒んだ。その日の午後、抗命は認可されたがクルーゲが連合軍に降伏すると考えたヒトラーは、8月17日夕方、クルーゲを西方軍司令官から更迭、ドイツ本国へ呼び戻した。クルーゲは帰国途中に自決した。クルーゲの後任となったヴァルター・モーデルは赴任早々、第ⅡSS装甲軍団（4個装甲師団の残存部隊から形成されていた）をイギリス、カナダ両軍に、第XLVII装甲軍団（2個装甲師団の残存部隊で形成されていた）を南のアメリカ軍に対してそれぞれ反撃させて、退却路を確保、その上での第7軍と第5装甲軍の即時退却を命令することとなった。

## 包囲完了
ドイツ軍の脱出を防ぐ事は連合軍にとって重要な問題であった。しかし、8月17日の時点で、アメリカ軍はアルジャンタンを包囲しているに過ぎず、またカナダ軍はゆっくりとトルンへ進撃している途中で包囲はまだ不完全であった。カナダ第1軍配下のポーランド第1機甲師団（師団長スタニスワフ・マチェク）は4つの戦闘グループに分割されて、南東へ向かい、シャンボワでアメリカ軍に合流するよう命令された。8月14日、トルンはカナダ第4機甲師団に確保された。ポーランドの4個戦闘グループはシャンボワを占領し、8月19日、シャンボワに集合した。そして補強を受けて夕方までシャンボワを守備し、アメリカ第90師団、自由フランス第2機甲師団と接触した。しかし、包囲は完成していたが、ドイツ第7軍の脱出路を完全に押さえておらず、ドイツ軍は必死の反撃を見せた。日中、第2戦車師団の装甲部隊はサン・ ランベールでカナダ軍を突破し、その突破口は夕方に再び閉じられるまで約6時間、開いていた。ドイツ将兵の多くがこの脱出路を使用し、その他の少数の将兵が夜間にダイバスを通って脱出した。
シャンボワを保持していた4個ポーランド戦闘グループの2個グループは北東へ向かい、262高地（オルメル山、Hill 262 (Mont Ormel)）へ進撃、8月19日夜間、丘へ通じる塹壕を掘った。翌日、モーデルは包囲をこじ開けるために262高地を保持するポーランド部隊へ包囲網の外側から攻撃するよう第2SS装甲師団、第9SS装甲師団に命令した。正午頃、第9SS装甲師団がカナダ軍の攻撃を防いでいる間に、第10SS装甲師団、第12SS装甲師団、第116装甲師団の一部部隊がポーランド部隊防衛線の弱い地点を突破、午後半ばには、ドイツ軍将兵約10,000が脱出に成功した。ドイツ軍の強力な攻撃の前にポーランド部隊は孤立したが、それでも262高地を保持し、それらは「The　Mace」と呼ばれた。ポーランド部隊には脱出を防ぐだけの戦力がなかったが、退却するドイツ軍を見渡すことができ、それは砲撃の目標を確認するのに大いに有効であった。そのため、連合軍からの砲撃でドイツ軍は多大な犠牲を払わなければならなかった。それを重く見たモーデルは第7軍（司令官パウル・ハウサー）にポーランド部隊を排除するよう命令した。ドイツ軍の第2SS装甲師団の残存戦力と第352歩兵師団による攻撃はポーランド第1機甲師団の第8、第9大隊に多大な損害を与えたが、撃退された。ドイツ軍にはもはや投入する戦力が存在せず、第XLVII装甲軍団の残存部隊が包囲から脱出するのを見届けるしかできなかった。夕暮れには、両軍の間での激しい戦闘が収まった。ポーランド部隊は夜間もドイツ軍の脱出を防ぐべく、砲撃支援のためにドイツ軍の動きを監視し続けたが、戦闘は散発的に行われただけであった。

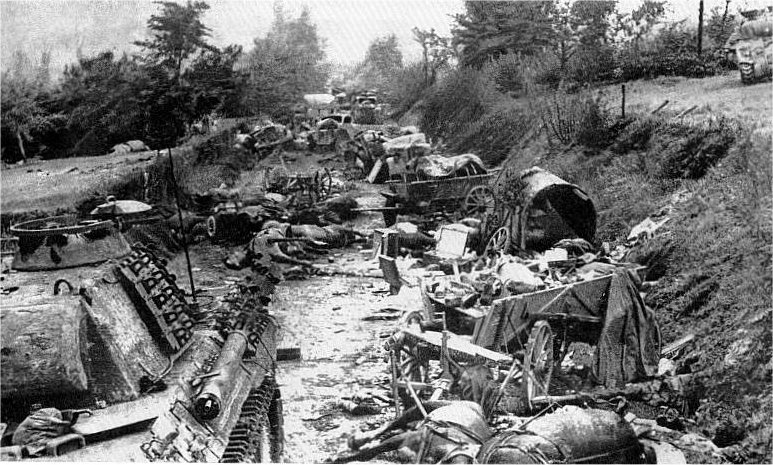
ポーランド軍に破壊されたドイツ軍車両。

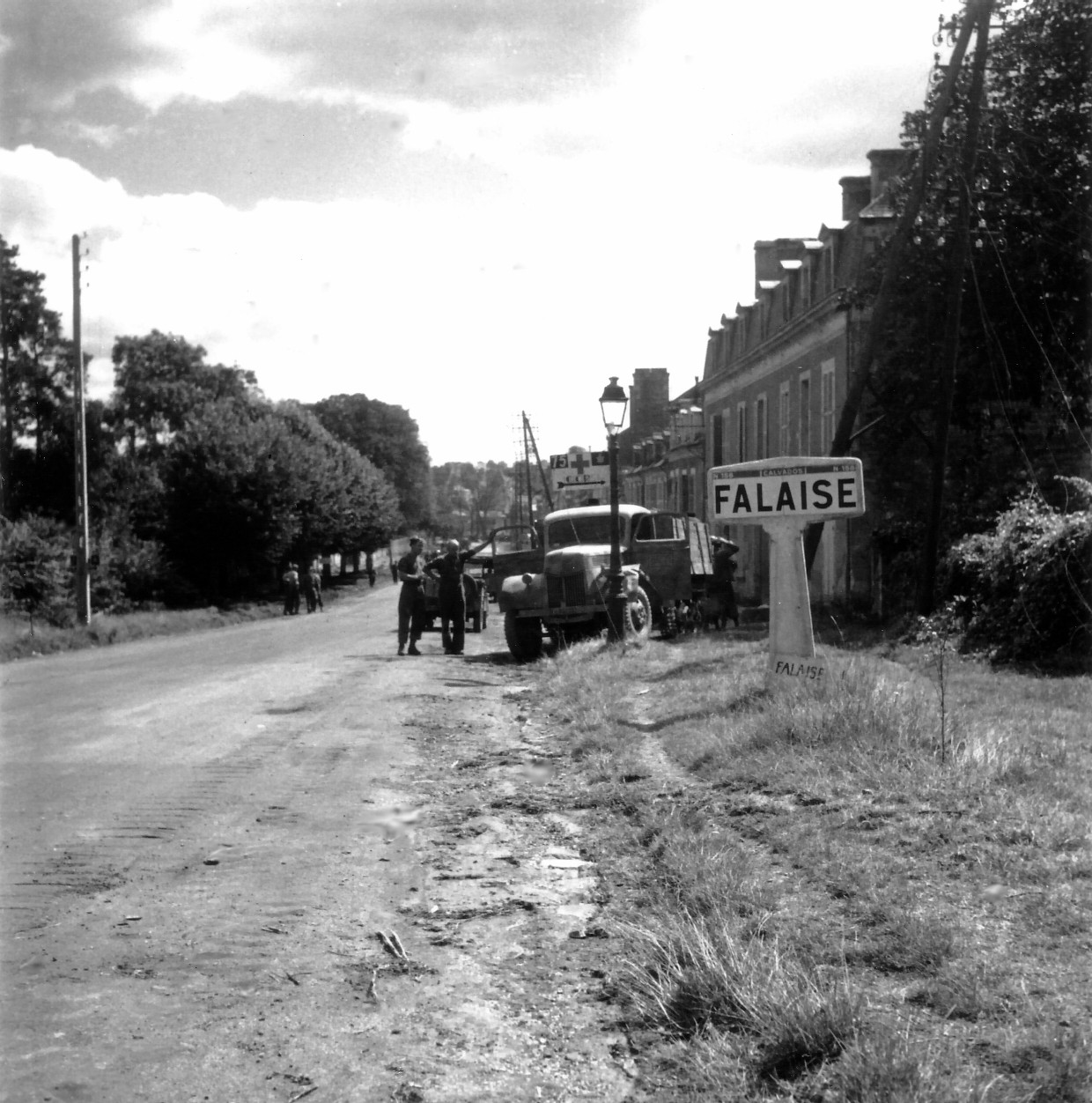
ファレーズへ進入するカナダ軍

翌朝、昨日ほどは統制は取れてはいなかったが、ドイツ軍による攻撃は再開された。ポーランド部隊はドイツ軍を撃退するために戦車の砲弾を使い果たすことを強いられた。正午頃、第9大隊へ武装SSによる最終攻撃が開始され、第9大隊は撃破された。それからしばらくして、カナダ近衛擲弾兵連隊が226高地へ到着、夕方前には、ドイツ軍第2SS装甲師団と第9SS装甲師団の残存部隊はセーヌ川へ退却を始めた。3日間の間、226高地防衛のために常に戦い続けたポーランド第1機甲師団は戦死者325名、負傷者1,002名、行方不明者114名で戦力の20パーセントを損失していた。8月21日の夕方までに、カナダ第3、第4歩兵師団がサン・ ランベールとシャンボワから北へ抜ける道路を確保、カナダ第4機甲師団の戦車がポーランド部隊と接触した。ファレーズ・ポケットはここに完成した。

## その後

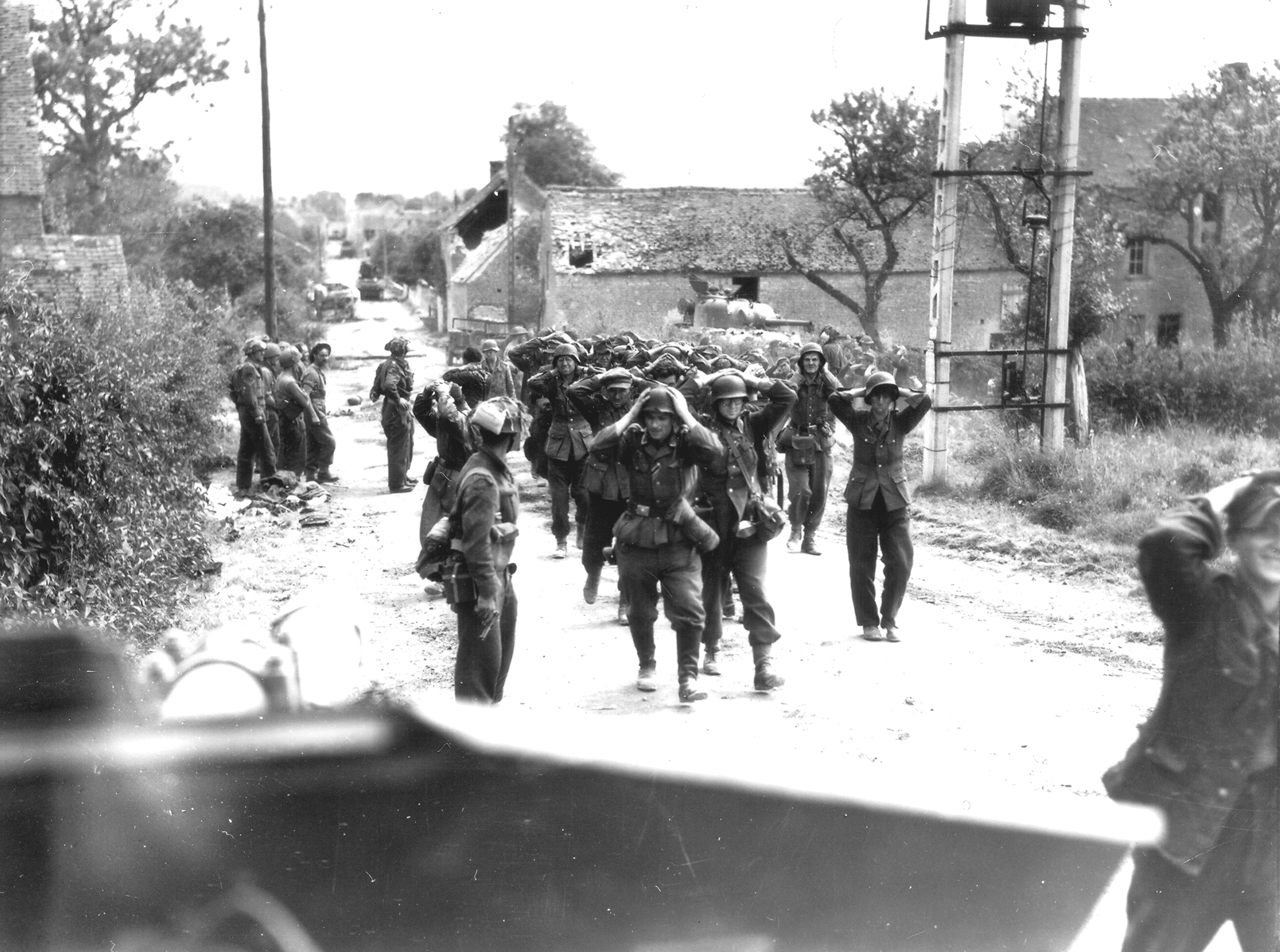
サン・ ランベールで降伏するドイツ軍

8月22日までに連合軍の進出線より西側にいたドイツ将兵は戦死するか捕虜になるしかなかった。包囲内でドイツ軍が被った損害は歴史家ごとに異論が存在しており、80,000から100,000の将兵が閉じ込められ、その内、10,000から15,000が戦死、45,000 から50,000が捕虜となり、約20,000が脱出に成功したと言われる。具体的損害として、北側の地区では344両の戦車、突撃砲、2,477台の軽装甲車両及び非装甲車両、そして252門の砲が遺棄、もしく破壊された。262高地における戦闘でのドイツ軍の損害は、戦車55両、砲44門、各種装甲車両152台、そして戦死者2,000名と捕虜5,000名であった。かつて精強を誇った第12SS装甲師団は、装甲車両の94パーセント、ほぼすべての砲、車両の70パーセントを失い、ノルマンディーの戦い前は約20,000の将兵と約150両の戦車を保有していたが、ファレーズ・ポケット後はそれはたった300人と10両になってしまっていた。このように、東への脱出に成功したドイツ軍部隊のほとんどがその装備を失っていた。戦いの後、連合軍の調査では、ドイツ軍は包囲の中で約500両の戦車や突撃砲を失ったと見積もっており、セーヌ川を渡った装甲器材は極わずかであるとした。しかし、ドイツ第7軍の大部分が包囲網から洩れたことは、アメリカ軍の上層部はモントゴメリーの動きが鈍かったせいであると批判的であった。一部の意見では、包囲網はもっと早く完成できたとされ、ウィルモットによれば、イギリス軍は予備戦力がありながらモントゴメリーが カナダ第Ⅱ軍団 への援軍を強化しなかったことを言及している。そしてトルンとシャンボワで要求されたことは「行動的、なおかつ冒険的」なものであったが、カナダ軍の行動はそれに見合ったものではなかった。また、ヘイスティングは、トータライズ作戦で詰めが甘く、経験不足のカナダ軍を補助するために、モントゴメリーが命令を下して、経験豊富なイギリス軍がリードするようにするべきであったとしている。しかし、カナダ軍とイギリス軍らが連携して行動すれば包囲は完成していたかもしれないが、パットンが言うところの「過度の単純化」のためにブラッドリーがアルジャンタンで停止するよう命令しなければ、ドイツ軍の脱出はアメリカ軍がもっと早く防いだという、戦いの後になされたパットンの主張も存在する。パットンの部隊は8月20日－ポーランド軍とカナダ軍がシャンボワを占領した日－までアルジャンタンへの進撃を認められなかった。そして、アルジャンタン－シャンボワ間の脱出路を塞ぐことが可能であったアメリカ第90歩兵師団は、ヘイスティングによれば、ノルマンディー作戦に参加した中で一番、経験が不足している部隊であった。さらにヘイスティングはブラッドリーがパットンに停止を命じた本当の理由は、パットンがイギリス軍と競争となって、偶発的な衝突が発生し、ドイツ軍の中でも強力な戦力を保持している降下猟兵や第2、第12SS装甲師団からの反撃を受けることになることを恐れたからであると推測している。
ファレーズ・ポケットの戦いはドイツ軍の決定的な敗北で終わった。ヒトラーの絶望的なぐらい楽観的な見通しのために安易に反撃が行われたこと、司令官へ細部までの命令を下したこと、部隊が全滅の危機に瀕したときに撤退を拒否したことなどにより、最初からドイツ軍に勝機は存在しなかった。ノルマンディーの戦いの間に、40個以上の師団が撃破され、450,000の将兵が失われたが、その内の240,000が戦死か負傷をしていた。連合軍は36,976名の戦死者を含む209,672名の犠牲者を出した。8月25日、オーバーロード作戦の最終目的であるパリ解放がなされ、8月30日までにセーヌ川全域でドイツ軍の退却が終了し、絶大な成果を持って終了した。

## その他
- コール オブ デューティ3に262高地を守るポーランド部隊の戦いなど、ファレーズ・ポケットのシーンが存在する。

## 参考
補足
1. ↑  Carlo D'EsteとMilton Shulmanらは80,000人が包囲されたとしている[1][4]。Terry CoppとChester Wilmotは少なくとも100,000人のドイツ将兵が包囲されたと主張している[5][6]。Max Hastingsは少なくとも150,000名であったと主張している[7]
2. ↑  Terry Copp によるとこれらの師団が参加していたとされる。
第1カナダ軍:第1ポーランド機甲師団・第2カナダ歩兵師団・第3カナダ歩兵師団・第4カナダ機甲師団。
イギリス第2軍:イギリス第3歩兵師団・イギリス第11機甲師団・イギリス第43（ウェセックス）歩兵師団・第50（ノーザンプトン）歩兵師団・第53（ウェールズ）歩兵師団・第59（スタッフォードシア）歩兵師団。
アメリカ第1軍:第1歩兵師団・第3機甲師団・第9歩兵師団・第28歩兵師団・第30歩兵師団。
アメリカ第3軍:フランス第2機甲師団・アメリカ第90歩兵師団[8]
3. ↑  およそ10,000名が戦死、50,000名が捕虜となった[9][4][10][11]
4. ↑  カナダ軍はトータライズ作戦、トラクタブル作戦で約5,500名の犠牲者を出した[12] 。ポーランド軍はシャンボワと262高地で戦死325名、負傷者1,002名、行方不明者114名で1,441名の犠牲者としている[13]。また、ポーランド軍は8月14日－18日の262高地での戦闘前に263名を失っており、全体で1,704人の犠牲者を出し、その内の588名が戦死であった[14]
5. ↑  この出来事を英語ではシャンボワ・ポケット（Chambois pocket）、ファレーズ－シャンボワ・ポケット（ Falaise-Chambois pocket）、アルジャンタン－ファレーズポケット（Argentan-Falaise pocket）[15] トルン－シャンボワ包囲戦（Trun-Chambois gap）[16]と呼ばれることがある。
6. ↑  当時、連合軍は物資をノルマンディーから輸送しなければならなかった、そのため、軍事物資を上陸させるのに都合の良い港を持っているシェルブールは重要攻略目標であった。
7. ↑  カナダ軍の一部部隊はイギリス空軍が目標を確認できるよう、黄色の発煙弾を使用していた。[52]
8. ↑  Shulman、WilmotとEllisらによれば包囲の中には14－15個師団がいたとしている。D'Esteは80,000名が包囲されており、戦死者10,000名、捕虜50,000名で脱出には20,000名が成功したとしている。[70] Shulmanは80,000名が包囲され、その内、10,000－15,000名が戦死、45,000名が捕虜と主張している。[71] Wilmotは包囲されたのは100,000名、戦死者10,000名、捕虜50,000名としている。[72] Williamsは死傷者については他者に同意しているが、脱出に成功した将兵を100,000名と推測している。[9]

出典
1. 1 2  Shulman, p180
2. ↑  Ellis, p440
3. 1 2 3  Wilmot, p422
4. 1 2  D’Este, p430–431
5. ↑  Copp (2003), p233
6. ↑  Wilmot, p422
7. 1 2 3 4 5  Hastings, p. 313
8. ↑  Copp (2003), p234
9. 1 2 3  Williams, p204
10. ↑  Reynolds, p. 89
11. ↑  Wilmot, p. 424
12. ↑  Jarymowycz, p. 203
13. 1 2  McGilvray, p54
14. 1 2   Jarymowycz, p195
15. ↑  Keegan, p. 136
16. ↑  Ellis, p. 448
17. ↑  Van der Vat, p110
18. ↑  Williams, p114
19. ↑  Griess, p308－310
20. ↑  Hastings, p165
21. ↑  Trew, p48
22. ↑  Hart, p38
23. ↑  Wilmot, p390－392
24. ↑  Wilmot, p393
25. ↑  Williams, p185
26. ↑  Wilmot, p394
27. ↑  Hastings, p280
28. ↑  Williams, p194
29. 1 2  Hastings, p277
30. ↑  D'Este, p414
31. 1 2  Williams, p196
32. ↑  Wilmot, p401
33. ↑  Hastings, p283
34. ↑  Hastings, p285
35. ↑  Messenger, p213－217
36. ↑  Bennett 1979, p112-119.
37. ↑  Hastings, p286
38. ↑  Hastings, p335
39. 1 2  Williams, p197
40. ↑  D'Este, p404
41. 1 2  Hastings, p296
42. ↑  Zuehlke, p168
43. ↑  Williams, p198
44. ↑  Hastings, p299
45. 1 2 3  Hastings, p301
46. 1 2  Bercuson, p230
47. ↑  Hastings, p300
48. 1 2 3  Hastings, p353
49. 1 2  Wilmot, p417
50. ↑  Wilmot, p419
51. 1 2  Bercuson, p231
52. ↑  Hastings, p354
53. 1 2 3  Hastings, p302
54. ↑  Van Der Vat, p169
55. 1 2   Bercuson, p232
56. ↑  Copp (2006), p104
57. ↑  Wilmot, p420
58. 1 2 3 4  Hastings, p303
59. ↑   Zuehlke, p169
60. ↑  Jarymowycz, p192
61. 1 2  Hastings, p304
62. ↑  Wilmot, p.423
63. ↑  D'Este, p456
64. 1 2  Jarymowycz, p196
65. 1 2  Van Der Vat, p168
66. 1 2 3   D'Este, p458
67. 1 2  “The End of the German 7th Army”.   Memorial Mont-Ormel. 2008年6月13日閲覧。
68. 1 2  Bercuson, p233
69. ↑  Hastings, p306
70. ↑  D'Este, p430-431
71. ↑  Shulman, p180、184
72. ↑  Wilmot, p422、424
73. ↑  Reynolds, p88
74. ↑  Hastings, p314
75. 1 2 3  Wilmot, p424
76. 1 2   Hastings, p369
77. 1 2  Williams, p205
78. ↑  Hastings, p. 319